# Christoffel Jacobz van der Lamen
Christoffel Jacobsz. van der Lamen (Brussel, ca. 1607 – Antwerpen, 22 september 1651), was een Brabants barokschilder, tekenaar en prentkunstenaar.
Christoffel was de zoon van Jacob van der Lamen en Anna Dirkx. Hij trouwde op 15 februari 1642 met Maria Michielsen in de St. Jacobuskerk. Zijn oom en schilder Paul Rijckaert en de schilder Adriaen Michielsen waren hun getuigen. Zij kregen zes kinderen. Een van zijn kinderen, Philips Frans, had als peetvader de kunstenaar Frans de Momper. 
Van der Lamen begon zijn artistieke opleiding onder leiding van zijn vader en later bij de schilder Frans Francken (II). Tussen 1616 en 1620 was hij werkzaam in Brussel, waarna hij naar Amsterdam verhuisde, waar hij tot 1634 actief bleef. In 1636 vestigde hij zich in Antwerpen, waar hij wijnmeester werd in de Sint-Lucasgilde, de stadsgilde voor kunstenaars.
Hij was de leermeester van Hieronymus Janssens.
Van der Lamen stond bekend om zijn genrevoorstellingen en werkte voornamelijk met olieverf.
Hij is ook bekend onder de namen Lanen, Lamen, Laemen. 
- Bibliothèque nationale de France: cb14965958h (data)
- Biografisch Portaal: 40239324
- Gemeinsame Normdatei: 1032515686
- International Standard Name Identifier: 0000 0000 8168 2891
- RKD-Nederlands Instituut voor Kunstgeschiedenis: 47330
- Union List of Artist Names: 500017400
- Virtual International Authority File: 95787961
- WorldCat: E39PBJxRG8pfJjRXMPQVx8tqcP